# Smile (album của Katy Perry)
Smile (tạm dịch: Nụ cười) là album phòng thu thứ sáu của ca sĩ kiêm sáng tác nhạc người Mỹ Katy Perry, đây là đĩa nhạc hoàn chỉnh tiếp theo của Perry kể từ album phòng thu thứ năm của cô, Witness, được phát hành vào năm 2017. Album đã được phát hành vào ngày 28 tháng 8 năm 2020, bởi Capitol Records. Perry mô tả album là "cuộc hành trình hướng tới ánh sáng, với những câu chuyện về sự kiên cường, hy vọng và tình yêu".
Đĩa đơn mở đường của album, "Daisies" được phát hành vào ngày 15 tháng 5 năm 2020, nó đã đạt vị trí #40 trên bảng xếp hạng Billboard Hot 100. Đĩa đơn thứ hai, "Smile" được phát hành vào ngày 10 tháng 7 năm 2020. Đĩa đơn thứ ba của album, "Cry About It Later" được phát hành cùng lúc với album vào ngày 28 tháng 8 năm 2020. Album cũng bao gồm các đĩa đơn độc lập đã được phát hành trước đó, "Never Really Over" và "Harleys in Hawaii".

## Bối cảnh và phát hành
Vào tháng 3 năm 2018, Ian Kirkpatrick tuyên bố anh đã làm việc với Perry về các sản phẩm âm nhạc mới. Trong một cuộc phỏng vấn với The Fader, anh tuyên bố: "Chúng tôi đã làm việc cùng nhau một vài ngày và cô ấy thật tuyệt vời." Ông nói thêm rằng Perry là "người mà tôi muốn làm việc cả đời và cô ấy đúng là người bình thường nhất, không có bản ngã". Vào tháng 6 cùng năm, Perry đã làm việc chung với Max Martin tại quê hương Thụy Điển.
Vào tháng 3 năm 2020, Perry tuyên bố cô có ý định phát hành "rất nhiều" âm nhạc mới trong những tháng mùa hè cùng năm. Vào tháng 5, cô đã công bố "Daisies" là đĩa đơn mở đường cho album. Cùng tháng, Amazon Alexa đã công bố ngày phát hành album là ngày 14 tháng 8 năm 2020. Trong một cuộc phỏng vấn vào tháng 6 năm 2020 với Billboard, Perry đã thảo luận về một bài hát mới, có tựa đề "Teary Eyes". Sau đó, cô đã xác nhận trong một cuộc phỏng vấn vào tháng 7 năm 2020 rằng "Never Really Over" sẽ nằm trong album. Cùng tháng, tiêu đề của album Smile đã được công bố.
Album cũng sẽ được phát hành dưới dạng bản ghi LP cùng với một đĩa hình, một băng cát-xét và một đĩa CD phiên bản cao cấp giới hạn, với bìa ảnh có dạng hình thấu kính và có tựa đề là "Fan Edition", là bản ghi thứ hai có sẵn để đặt hàng trước cho đến nay trên các trang web chính thức của Perry và Universal Music Cộng hòa Séc. Vào ngày 2 tháng 8, một đợt giảm giá chớp nhoáng đã xuất hiện trên cửa hàng trực tuyến của Perry trong năm ngày. Đợt giảm giá này có năm bìa thay thế phiên bản giới hạn của phiên bản tiêu chuẩn của album chỉ có thể được đặt hàng trước trong đợt giảm giá này. Vào ngày 27 tháng 7, Perry thông báo trên mạng xã hội rằng ngày phát hành album đã được lùi lại từ ngày 14 tháng 8 sang ngày 28 tháng 8 do "sự chậm trễ sản xuất không thể tránh khỏi".

## Chủ đề và bìa nghệ thuật
Perry giải thích album có chủ đề là "tìm ánh sáng ở cuối đường hầm" và lấy lại nụ cười của bạn. Điều này xuất phát từ năm 2017, cô đã gặp khó khăn cả về sự nghiệp lẫn tình cảm với bạn đời của mình, Orlando Bloom. Cô phải vật lộn với trầm cảm và có ý định tự tử, nhưng cô nói lòng biết ơn là thứ đã cứu sống cô.
Việc tiết lộ ảnh bìa cho album là một cuộc thi trên Twitter với bóng bay "pop" và hashtag #KP5Reveal trở thành xu hướng đứng đầu thế giới. Trang bìa cho thấy Perry ăn mặc như một chú hề với biểu cảm buồn / buồn chán, trong khi chữ "Smile" được viết cách điệu dưới dạng "SMiLE" ở nửa dưới của tác phẩm nghệ thuật. Bìa album đi cùng với hình ảnh chú hề xiếc Perry.

## Đĩa đơn
"Daisies" được phát hành vào ngày 15 tháng 5 năm 2020 với tư cách là đĩa đơn mở đường cho album. Nó có tuần lễ mở đầu tại vị trí #40 trên bảng xếp hạng Billboard Hot 100, trở thành đĩa đơn mở đường đầu tiên của Perry không lọt vào Top 5. Bài hát chủ đề đã được phát hành dưới dạng đĩa đơn thứ hai vào ngày 10 tháng 7 năm 2020, cùng với các album đặt hàng trước.

### Các bài hát khác
Vào ngày 31 tháng 5 năm 2019, "Never Really Over" ban đầu được phát hành dưới dạng đĩa đơn độc lập với vai trò là một sản phẩm thử nghiệm để khảo sát phản ứng của người hâm mộ. Vào tháng 6 năm 2020, Perry xác nhận nó sẽ là một track của Smile. Vào ngày 7 tháng 8 năm 2019, "Small Talk" đã được phát hành dưới dạng đĩa đơn độc lập tiếp theo, mặt B của "Never Really Over". "Harley in Hawaii" được phát hành vào ngày 19 tháng 10 năm 2019 cùng với một video âm nhạc. Cuối cùng, "Never Worn White" đã được phát hành dưới dạng đĩa đơn cuối cùng trước khi việc quảng bá cho album được bắt đầu vào ngày 5 tháng 3 năm 2020. Tuy nhiên, trước đây là ca khúc duy nhất Perry xác nhận không góp mặt trong album mới. "Never Really Over" và "Harleys in Hawaii" đã được thêm vào dưới dạng bài hát đầu tiên và thứ 10 trong album, còn "Small Talk" và "Never Worn White" được bổ sung vào phiên bản "Fan Edition" cùng với hai phiên bản phối lại của "Daisies".
Perry phát hành bài hát "What Makes a Woman" dưới dạng đĩa đơn quảng bá đầu tiên và duy nhất của album vào ngày 20 tháng 8 năm 2020. Cô cũng phát hành phiên bản acoustic độc quyền trên trang Vevo của mình. Vào tháng 6 năm 2020, cô tiết lộ "What Makes a Woman" dành tặng cho đứa con gái chưa chào đời của mình, nói rõ: "Đó là hy vọng tôi dành cho đứa con tương lai của mình, rằng cô ấy không có bất kỳ giới hạn nào đối với bất kỳ ước mơ nào của mình. hoặc cô ấy muốn trở thành gì, hoặc cô ấy nghĩ mình là ai."

## Đánh giá chuyên môn
| Đánh giá chuyên môn  | Đánh giá chuyên môn |
| Điểm trung bình      | Điểm trung bình     |
| Nguồn                | Đánh giá            |
| -------------------- | ------------------- |
| Metacritic           | 59/100              |
| Nguồn đánh giá       |                     |
| Nguồn                | Đánh giá            |
| The Daily Telegraph  | [ 13 ]              |
| Entertainment Weekly | B–                  |
| The Independent      | [ 15 ]              |
| NME                  | [ 16 ]              |
| Slant Magazine       | [ 17 ]              |

Smile đã nhận về những đánh giá trái chiều từ các nhà phê bình được ghi nhận tại trang tổng hợp đánh giá Metacritic. Bản phát hành này nhận được số điểm trung bình là 59/100, dựa trên bảy bài đánh giá.
Viết cho The Daily Telegraph, Kate Solomon cho rằng Smile có cảm giác rất "tha thiết đến mức lạc vào khu vực đáng sợ", nhưng thể hiện những đặc điểm mạnh nhất trong âm nhạc của Perry: "tiếng bụp bụp" và những đoạn luyến láy. Mark Kennedy của Chicago Tribune lại cho rằng album là một sự thay đổi dòng nhạc sau Witness, đưa Perry trở lại với nhạc pop thuần túy, và cho rằng hầu hết album là "một chút ngớ ngẩn" do giọng điệu hối lỗi của nó. Ngược lại, nhà văn Patrick Ryan của USA Today nhận xét rằng Smile đã toát lên niềm vui mới tìm thấy, với một số bài hát vô tư nhất trong sự nghiệp của ca sĩ; tuy nhiên, anh ấy chỉ trích lời bài hát tự trao quyền là sáo rỗng, nói thêm rằng Perry mang đến cho người nghe cảm giác déjà vu hơn là theo một hướng âm nhạc mới.
Leah Greenblatt của Entertainment Weekly mô tả âm thanh của album là quen thuộc, không thay đổi so với đĩa nhạc cũ của Perry. Alexa Camp từ Tạp chí Slant đã viết rằng Perry tránh thử nghiệm bằng cách chọn ở lại "trong làn đường của cô ấy".  Trong những đánh giá không thuận lợi, Chris DeVille của Stereogum gọi album là nhạt nhẽo và thiếu sáng tạo, làm nổi bật sự thiếu chất trữ tình đáng nhớ, trong khi Helen Brown của The Independent gọi album khó ngấm, và nhận thấy ca sĩ phải dùng đến những điều cơ bản.  Hannah Mylrea của NME đã viết rằng Smile bao gồm các mô phỏng và phần độn mờ nhạt, không có các câu và câu ghép hấp dẫn trong các bản thu âm cũ của Perry.  Alex McLevy của AV Club đã cho album này điểm B, viết rằng "có một nỗ lực để phát triển một phong cách âm nhạc tinh tế và phản chiếu hơn, nhưng nó lại sa lầy vào những âm thanh của quá khứ".

## Danh sách bài hát
| Smile: Phiên bản tiêu chuẩn | Smile: Phiên bản tiêu chuẩn | Smile: Phiên bản tiêu chuẩn | Smile: Phiên bản tiêu chuẩn                 | Smile: Phiên bản tiêu chuẩn |
| STT                         | Nhan đề                     | Sáng tác | Producer(s)                                 | Thời lượng                  |
| --------------------------- | --------------------------- | --- | ------------------------------------------- | --------------------------- |
| 1.                          | "Never Really Over"         | Katy Perry Dagny Sandvik Michelle Buzz Jason Gill Gino Barletta Hayley Warner Anton Zaslavski Leah Cooney Daniel James           | Zedd Dreamlab                               | 3:43                        |
| 2.                          | "Cry About It Later"        | |                                             | 3:09                        |
| 3.                          | "Teary Eyes"                | |                                             | 3:02                        |
| 4.                          | "Daisies"                   | Perry Jonathan Bellion Jacob Kasher Hindlin Michael Pollack Jordan K. Johnson Stefan Johnson                                     | The Monsters & Strangerz [a] Gian Stone [b] | 2:54                        |
| 5.                          | "Resilient"                 | |                                             | 3:07                        |
| 6.                          | "Not the End of the World"  | |                                             | 2:58                        |
| 7.                          | "Smile"                     | Perry Brittany "Starrah" Hazzard Ferras Alqaisi Oliver Goldstein Josh Abraham Anthony Criss Benny Golson Kier Gist Vincent Brown | Abraham Oligee G Koop [c]                   | 2:46                        |
| 8.                          | "Champagne Problems"        | |                                             | 3:16                        |
| 9.                          | "Tucked"                    | |                                             | 3:07                        |
| 10.                         | "Harleys in Hawaii"         | Perry Charlie Puth Hindlin Johan Carlsson                                                                                        | Puth Carlsson Peter Karlsson [b]            | 3:05                        |
| 11.                         | "Only Love"                 | Perry Sophie Frances Cooke Andrew Jackson [ 20 ]                                                                                 |                                             | 3:18                        |
| 12.                         | "What Makes a Woman"        | |                                             | 2:11                        |
| Tổng thời lượng:            | Tổng thời lượng:            | Tổng thời lượng: | Tổng thời lượng:                            | 36:36                       |

| Smile: Phiên bản dành cho người hâm mộ | Smile: Phiên bản dành cho người hâm mộ | Smile: Phiên bản dành cho người hâm mộ              | Smile: Phiên bản dành cho người hâm mộ | Smile: Phiên bản dành cho người hâm mộ |
| STT                                    | Nhan đề                                | Sáng tác                                            | Producer(s)                            | Thời lượng                             |
| -------------------------------------- | -------------------------------------- | --------------------------------------------------- | -------------------------------------- | -------------------------------------- |
| 13.                                    | "Small Talk"                           | Perry Carlsson Puth Hindlin                         | Carlsson Puth                          | 2:41                                   |
| 14.                                    | "Never Worn White"                     | Perry Carlsson John Ryan Hindlin                    | Carlsson                               | 3:45                                   |
| 15.                                    | "Daisies" (acoustic)                   | Perry Bellion Hindlin Pollack J. Johnson S. Johnson |                                        | 3:05                                   |
| 16.                                    | "Daisies" (Oliver Heldens remix)       | Perry Bellion Hindlin Pollack J. Johnson S. Johnson |                                        | 3:35                                   |
| Tổng thời lượng:                       | Tổng thời lượng:                       | Tổng thời lượng:                                    | Tổng thời lượng:                       | 49:42                                  |

| Target edition bonus tracks | Target edition bonus tracks | Target edition bonus tracks |
| STT                         | Nhan đề                     | Thời lượng                  |
| --------------------------- | --------------------------- | --------------------------- |
| 13.                         | "High On Your Supply"       | 4:00                        |
| 14.                         | "Message from Katy"         | 3:31                        |

Notes and samples
- ^[a]  biểu thị các nhà sản xuất cũng được ghi nhận vì đã tham gia hát bè trên bản nhạc đó
- ^[b]  biểu thị các nhà sản xuất chỉ được ghi nhận để sản xuất giọng hát trên bản nhạc đó
- ^[c]  biểu thị các nhà sản xuất bổ sung
- "Never Really Over" được lấy sample từ "Love You Like That", viết bởi Dagny Sandvik, Jason Gill, Michelle Buzz.
- "Smile" được lấy sample từ "Jamboree", viết bởi Anthony Criss, Vincent Brown, Kier Gist.

## Lịch sử phát hành
| Quốc gia    | Ngày                | Định dạng                                    | Phiên bản   | Hãng đĩa              | Ng.           |
| ----------- | ------------------- | -------------------------------------------- | ----------- | --------------------- | ------------- |
| Đa lãnh thổ | 28 tháng 8 năm 2020 | Cassette CD digital download streaming vinyl | Tiêu chuẩn  | Capitol               | [ 22 ]        |
| Đa lãnh thổ | 28 tháng 8 năm 2020 | CD                                           | Fan edition | Capitol               | [ 23 ]        |
| Nhật Bản    | 28 tháng 8 năm 2020 | CD                                           | Nhật Bản    | Universal Music Japan | [ 24 ]        |
| Hoa Kỳ      | 28 tháng 8 năm 2020 | CD                                           | Target      | Capitol               | [ 21 ] [ 25 ] |